# Sierola gilbertae
Sierola gilbertae – gatunek błonkówki z rodziny płaszczykowatych i podrodziny Bethylinae.
Gatunek ten został opisany w 2013 roku przez Darrena Francisa Warda na podstawie 4 samic. Epitet gatunkowy nadano na cześć Rosemary Gilbert, która odłowiła materiał typowy.
Błonkówki te mają ciało długości od 2,3 do 2,8 mm przy długości przedniego skrzydła od 1,7 do 1,8 mm. Głowa jest czarna z brązowymi czułkami, silnym kilem na nadustku i tęgimi żuwaczkami. Wszystkie szczecinki na głowie są krótkie. Szerokość głowy wynosi 90% jej długości i 4 do 5 razy większa od odległości między przyoczkami bocznymi. Odległość od oka złożonego do bocznego przyoczka jest od 2,5 do 2,8 raza większa od największej szerokości tego przyoczka. Czoło jest od 1,3 do półtora raza szersze niż wysokość oka złożonego. Mezosoma jest ciemnobrązowa do czarnej, pozbawiona notauli. Odnóża mają brązowe biodra (w przypadku przednich też uda) oraz jasnobrązowe pozostałe człony. Przednie skrzydła odznaczają się sektorem radialnym dochodzącym do komórki dyskowej w odsiebnej jej części. Gładka i błyszcząca metasoma ma barwę ciemnobrązową.
Owad endemiczny dla Nowej Zelandii, znany tylko z regionu Auckland na Wyspie Północnej.